# Diadegma insectator
Diadegma insectator är en stekelart som först beskrevs av Franz Paula von Schrank 1781.  Diadegma insectator ingår i släktet Diadegma och familjen brokparasitsteklar. Arten är reproducerande i Sverige. Inga underarter finns listade i Catalogue of Life.